# Henri Le Fèvre d'Ormesson
Henri IV François de Paule Le Fèvre, marquès d'Ormesson, (París, 8 de maig de 1751 – 12 d'abril de 1808) fou un polític i alt funcionari francès

## Biografia
Formava part d'una dinastia de magistrats, fill i net d'intendents de finances. Es va casar amb Louise-Charlotte Le Peletier de Morfontaine (1756-1840). Van tenir un fill, Henri V Le Fèvre d'Ormesson (1785-1858).
Va succeir el seu para en diversos càrrecs com a conseller d'Estat i intendent de Finances, i fins i tot fou director de la llar d'educació de Saint-Cyr. Per aquest càrrec fou reconegut pel mateix  Lluís XVI.
La decisió de nomenar Henri 'Ormesson controlador general de finances el 29 de març de 1783, amb només trenta-dos anys, fou sens dubte del mateix rei. Tot i que tenia fama d'honest, la decisió provocà confusió i ironia. Voleu venir a sopar amb mi? diu Florimond Mercy-Argenteau. Tinc un cuiner molt malvat, però que és un home molt honest. Tinc un cavall coratjós, estic intentant domar-lo amb palafrener amb força integritat. El mateix Ormesson havia intentat rebutjar el nomenament per raó de la seva edat. Però Lluís XVI li va respondre: "Sóc més jove que tu i que jo ocupo una funció molt més important." Finalment decidí acceptar per bloquejar el camí a Charles Alexandre de Calonne, qui el detestava.
Tot just va assumir el càrrec, el nou ministre dona mostrar la seva inexperiència i manca de sentit polític. Davant la necessitat de trobar capital d'emergència per a pagar el deute relacionada amb el  guerra d'Amèrica, Ormesson utilitza la recepta clàssica dels préstecs amb loteria emesa per 24 milions el 5 d'abril de 1783.
Però al mateix temps una crisi de pagaments de la Caisse d'escompte va obligar el Tresor a rescatar-la amb 26 milions entre juliol i setembre de 1783, anul·lant el benefici de l'operació. Com que persistia la manca de diners en efectiu del Tresor, el 24 d'agost d'Ormesson decidí, amb l'assessorament del financer Marquet de Bougade, demanar en secret un préstec de 24 milions a la Caisse d'Escompte. Quan el préstec es va fer públic el setembre la Caisse va fer suspensió de pagaments. Presa del pànic, el Controlador General va ordenar una nova emissió de moneda per decret del COnsell de 27 de setembre de 1783, mentre que un altre decret del Consell de 30 de setembre de 1783 prohibia l'exportació d'espècies metàl·liques. Aquestes mesures no van fer sinó agreujar la situació i deixaren en una situació complicada al crèdit públic. Finalment, dues decisions del 3 i 4 d'octubre van posar fi a la crisi prescrivint la verificació dels comptes de la Caisse d'escompte, que es va veure obligada a reprendre els pagaments fins a 10 milions diaris.
Per a atendre les necessitats del Tresor d'Ormesson decidí emetre un nou préstec de loteria per 24 milions, més costós que el precedent (decisió del consell del 4 d'octubre de 1783) i precipitar un projecte de reforma de la Ferme Générale, que no s'hauria d'aplicar fins al final del contracte d'arrendament de la Ferme en 1786. La decisió del consell de 24 d'octubre de 1783 trencà el contracte d'arrendament de la Ferme, deixant l'activitat a càrrec d'una junta afectada. Aquesta mesura l'allunyà definitivament de les finances, ja que això i el fet d'haver negat arranjaments financers als germans del rei provocaren la seva destitució d'1 de novembre de 1783.
Després de la seva destitució d'Ormesson conservà la direcció de la casa de Saint-Cyr. El 14 d'abril de 1785 fou nomenat conseller d'estat ordinari, membre del Comitè Contenciós dels departaments (creat el 1787) i des de 1788 participà en la redacció del reglament electoral per a la convocatòria d'Estats Generals.
D'Ormesson era apreciat en els cercles populars de la capital, cosa que li permeté sobreviure sense problemes la Revolució Francesa. El 16 d'agost de 1789 fou designat Cap de Divisió de la Guàrdia Nacional en el seu veïnat. L'octubre de 1790 va ser elegit jutge del tribunal del VI districte de París. El 18 de gener de 1791 va ser nomenat director del departament de París.
Després dels fets del 20 juny de 1792 rebutjà el ministeri de Justícia que li oferí el rei Lluís XVI. El 21 de novembre de 1792 va ser nomenat alcalde de la capital. Atemorit per haver rebut cartes d'amenaça, va renunciar immediatament. Fou reemplaçat per Nicolas Chambon el 30 de novembre de 1792.
El 30 de març de 1793 es va retirar al seu castell d'Ormesson. Detingut el 20 de desembre de 1793, fou posat sota arrest domiciliari a París, a l'Hôtel Le Peletier de Saint-Fargeau i empresonat del 27 de març al 6 d'octubre de 1794. Després del seu alliberament, va reprendre les seves funcions com a director del departament municipal de París.
Des del segle xix un carrer de París porta el seu nom.